# Interludium
Een interludium, ook interlude, (Latijn: inter, tussen en ludere, spelen) is een instrumentaal tussenspel. De term wordt zowel in kerkmuziek als bij opera en operette gebruikt en ook in liederen. Soms komt een interludium als zelfstandige compositie voor, bijvoorbeeld als tussendeel van een cyclisch werk of suite. Een voorbeeld van een losstaand interludium is dat van Witold Lutosławski, dat echter bedoeld was als verbindingsstuk tussen zijn Partita voor viool en orkest en Chain 2.